# Partido Comunista Libanês
O Partido Comunista Libanês (em árabe: الـحـزب الشـيـوعـي اللبـنـانـي‎‎, al-Ḥizb aš-Šuyūʿī al-Lubnānī; em francês: Parti Communiste Libanais, PCL) é um partido político do Líbano.
O partido foi fundado em 1924, e, até 1944, os comunistas libaneses estavam politicamente unidos com os comunistas sírios, mas, a partir de 1944, os comunistas tornaram-se um partido independente em cada um dos países.
Desde então, o partido sempre manteve uma forte influência na sociedade libanesa, tendo uma forte ala militar, conhecida como Guarda Popular.